# Assassino do Tronco de Cleveland

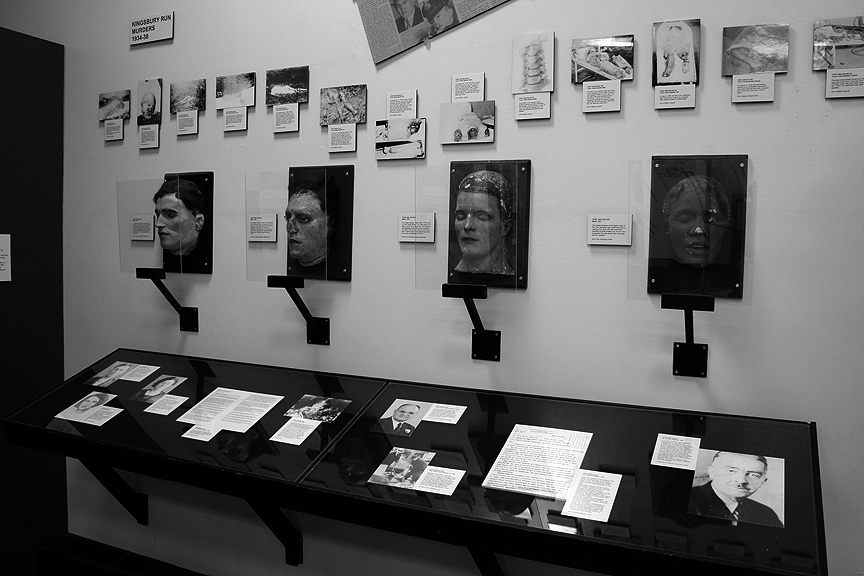
Uma exposição dedicada ao Assassino do Torso de Cleveland no Museu da Polícia de Cleveland (da esquerda para a direita: máscaras mortuárias das vítimas Edward Andrassy, Florence Genevieve Polillo, "O Homem Tatuado" e Jane Doe II).

O Assassino do Tronco de Cleveland (também conhecido como o Carniceiro louco de Kingsbury Run) foi um assassino em série dos Estados Unidos não identificado, ativo em Cleveland no começo do século XX, que matou e desmembrou pelo menos 12 pessoas na década de 1930.

## Hipóteses
O número oficial de assassinatos creditado ao Assassino do Tronco de Cleveland é de 12, embora a pesquisa recente mostrou que pode ter havido mais. As 12 vítimas foram mortas entre 1935 e 1938, mas alguns acreditam que pode ter havido 40 ou mais vítimas em Cleveland, Pittsburgh, e Youngstown e Ohio, entre os anos 1920 e 1950. Dois fortes candidatos para além da lista dos mortos é a vítima desconhecida apelidada de "Dama do Lago", encontrada em 5 de setembro de 1934, e Robert Robertson, encontrado em 22 de julho de 1950.

## Vítimas
As vítimas eram normalmente andarilhos cujas identidades nunca foram determinadas, embora houvesse várias exceções. As vítimas acabaram sendo identificadas por números. Os números 2, 3 e 8 foram identificados como Edward Andrassy, Flo Polillo, e, possivelmente, Rose Wallace, respectivamente. Invariavelmente, todas as vítimas, homens e mulheres, pareciam ser de classe baixa da sociedade, presa fácil na época da Grande Depressão. Muitos eram conhecidos como "trabalhadores pobres", que viviam nas favelas em ruínas da área, conhecida como Cleveland Flats.

## Técnicas
As vítimas eram sempre decapitadas e desmembradas. Por vezes havia, também, o corte do tronco ao meio. Apesar disso, a causa da morte quase sempre foi a decapitação em si. A maioria das vítimas do sexo masculino foram castrados, e algumas vítimas mostraram evidências de substâncias químicas aplicadas em seus corpos. Muitas das vítimas foram encontradas após um considerável período de tempo após a morte, às vezes no espaço de um ano ou mais. Isso tornou a identificação dos corpos quase impossível, especialmente porque as cabeças não foram encontradas.

## Suspeitos
Dois suspeitos foram identificados: Frank Dolezal e principalmente o Dr. Francis E. Sweeney. Sweeney trabalhou durante a I Guerra Mundial em uma unidade médica que realizou amputações em campo de batalha. Durante o interrogatório, Sweeney, foi reprovado 2 vezes.[Carece de Fontes]. Apesar disso, o acusador, Eliot Ness, mesmo achando que Sweeney era o assassino, acreditou que não haveria um processo bem sucedido, pois Sweeney era primo de um adversário político seu, Martin L. Sweeney. Mesmo assim, o médico decidiu por entrar em um hospital psiquiátrico como paciente.[Carece de Fontes] Sweeney morreu em 1964.